# リピク
リピク（クロアチア語:Lipik)はクロアチア・西スラヴォニア地方のポジェガ＝スラヴォニア郡にある町である。

## 歴史
リピクのルーツは古代ローマにまでさかのぼり、多くの考古学的な跡も残る。1691年に解放されるまで、他のクロアチアの都市とともにオスマン帝国の軍隊に占領されていた時期もあった。1773年にヴァラジュディンの医師がリピクの温泉に関して、好意的に言及している。1770年代より、温泉療法の場としての記録が残っているが、本格的に温泉がブームとなるのは19世紀に入ってからである。1872年に最初のホテルが開業し、1920年代にはホテルは6ヶ所に増えている。スパリゾートとして温泉は現在でも、町の経済の重要な部分を占めている。

## 温泉
町は有名なスパリゾートとして、プスニ山( Psunj)の西側斜面に位置している。源泉は60℃に達し、1日当り1,500,000リットルが湧出する。アルカリ性の源泉は豊富なフッ素、ナトリウム、カルシウムが含まれている。運動器系や心臓、脈菅、坐骨神経痛、腰痛、硬化症など、様々な症状に効能がある。また、薬効性の泥も治療に使われている。ミネラルウォーターとして飲用もされ、"Lipički Studenac"のブランド名で市場に流通している。

## 気候
| Lipikの気候            | Lipikの気候 | Lipikの気候 | Lipikの気候 | Lipikの気候 | Lipikの気候 | Lipikの気候 | Lipikの気候 | Lipikの気候 | Lipikの気候 | Lipikの気候 | Lipikの気候 | Lipikの気候 | Lipikの気候 |
| 月                     | 1月         | 2月         | 3月         | 4月         | 5月         | 6月         | 7月         | 8月         | 9月         | 10月        | 11月        | 12月        | 年          |
| ---------------------- | ----------- | ----------- | ----------- | ----------- | ----------- | ----------- | ----------- | ----------- | ----------- | ----------- | ----------- | ----------- | ----------- |
| 平均最高気温 °C （°F） | 3 (38)      | 6 (42)      | 11 (52)     | 17 (63)     | 22 (71)     | 26 (78)     | 28 (83)     | 27 (81)     | 23 (73)     | 17 (62)     | 11 (52)     | 4 (39)      | 16 (61)     |
| 平均最低気温 °C （°F） | −4 (24)     | −4 (24)     | 0 (32)      | 4 (40)      | 9 (48)      | 12 (53)     | 13 (56)     | 12 (54)     | 9 (49)      | 6 (42)      | 3 (37)      | −3 (27)     | 5 (41)      |
| 降水量 cm （inch）     | 50 (2)      | 53 (2.1)    | 64 (2.5)    | 66 (2.6)    | 91 (3.6)    | 81 (3.2)    | 74 (2.9)    | 84 (3.3)    | 84 (3.3)    | 112 (4.4)   | 84 (3.3)    | 66 (2.6)    | 909 (35.8)  |
| 出典：Weatherbase      |             |             |             |             |             |             |             |             |             |             |             |             |             |